# 陈志尚
陈志尚（1935年—），中华人民共和国哲学家。

## 生平
上海人，毕业于北京大学哲学系。北京大学哲学系教授，北京大学人学研究中心研究员，中国人权研究会顾问。
主要研究领域包括马克思主义、人学、人权问题等。